# Lynette Yiadom-Boakye
Lynette Yiadom-Boakye (1977) es una pintora y escritora británica, conocida por sus retratos de sujetos imaginarios, o derivados de objetos encontrados, pintados en colores apagados. Su obra ha contribuido al renacimiento de la figura negra en la pintura. 

## Trayectoria
Lynette Yiadom-Boakye nació en Londres, Reino Unido, ciudad en la que vive y trabaja. Sus padres trabajaron como enfermeros para el Servicio Nacional de Salud, tras emigrar de Ghana. Yiadom-Boakye asistió al Central Saint Martins College of Art and Design y desde allí se trasladó al Falmouth College of Art, donde obtuvo su título universitario en 2000. A continuación realizó un máster en la Royal Academy School, en 2003. 
En 2010, su trabajo fue reconocido por Okwui Enwezor, quien le ofreció una exposición en el Studio Museum de Harlem . Fue una de las nominada a un prestigioso premio en 2013. Además de su trabajo de artista, Yiadom-Boakye ha impartido clases en la Escuela de Arte Ruskin de la Universidad de Oxford, donde es tutora visitante de su programa de máster en Bellas Artes. Su influencia como pintora fue reconocida en la Powerlist de 2019 y posteriormente fue incluida en el "top 10" de las personas más influyentes de herencia africana o caribeña africana en el Reino Unido en 2020.

## Obra

### Arte
La obra de Yiadom-Boakye consiste principalmente en retratos pintados de sujetos negros imaginarios. Sus pinturas son predominantemente figurativas, con colores crudos y apagados. La característica paleta oscura  de su trabajo es conocida por crear una sensación de quietud que contribuye a la naturaleza atemporal de sus temas. Sus retratos de individuos imaginarios muestran a personas leyendo, descansando y en poses tradicionales. Aporta a la representación de sus sujetos expresiones faciales contemplativas y gestos relajados, lo que hace que sus posturas y estados de ánimo resulten comprensible para muchos espectadores. Los comentaristas han atribuido parte del éxito del trabajo de Yiadom-Boakye a esta capacidad de relación. La artista se esfuerza por evitar que sus personajes se asocien con una década o época concreta. Esto se traduce en decisiones como no pintar zapatos en sus figuras, ya que el calzado suele dejar la huella del tiempo. Estas figuras suelen descansar frente a fondos ambiguos, flotando dentro de tonos oscuros monocromáticos. Estos trasfondos crípticos pero emotivos recuerdan a viejos maestros como Velázquez y Degas.
El estilo de Lynette Yiadom-Boakye cambió ligeramente después del estreno de su espectáculo de 2017 "In Lieu of a Louder Love". La muestra presentaba una nueva combinación de colores más cálidos. Sus temas en esta exposición incluían detalles más vibrantes, como un piso de linóleo a cuadros, un atrevido pañuelo de cabeza y traje de baño, y un fondo amarillo, naranja y verde.
Aunque, generalmente, cada retrato contiene solo una persona, las pinturas suelen representarse en grupos compuestos como si fueran retratos de familia. Con sus expresivas representaciones de la figura humana, Yiadom-Boakye examina los mecanismos formales del medio pictórico y revela dimensiones políticas y psicológicas en sus obras que se centran en personajes imaginarios que existen más allá de nuestro mundo, en una época diferente y en un lugar desconocido. Pinta figuras intencionalmente alejadas del tiempo y el lugar. Según declara: “La gente me pregunta ¿Quiénes son, dónde están? cuando lo que deberían preguntarse es ¿qué son?" 
El Tate Museum ofreció una amplia introducción a su obra para acompañar una importante exposición de su trabajo que se celebró del 2 de diciembre de 2020 al 9 de mayo de 2021.

### Literatura
Para una artista, es habitual  que no se describa a sí misma como escritora tanto como pintora. Sus cuentos y poemas prosaicos aparecen con frecuencia en sus catálogos.
Al hablar de su trabajo, Yiadom-Boakye señala que su escritura es para ella lo mismo que su pintura, y explica que ella "escribe las cosas que no pinta y pinta todo lo que no escribe".

## Exposiciones (selección)
- 2005: Flowers Gallery incluida en la exposición "Artista del día".[17]
- 2010: Any Number of Preoccupations Studio Museum en Harlem, Nueva York.[18]
- 2011: Notes and Letters, Corvi-Mora, Londres (individual).[19]
- 2011: Make Believe, Galleri Magnus Karlsson, Estocolmo.[19]
- 2011: XI Bienal de Arte Contemporáneo de Lyon, Francia.[19]
- 2012: participó en la XI Bienal de Arte Contemporáneo de Lyon, Francia[20]
- 2012: Extracts and Versus, Galería Chisenhale, Londres.[18]
- 2013: El Palacio Enciclopédico,  Pabellón Central de la 55.ª Bienal.[2][21]
- 2015: Verses After Dusk, exposición individual en la Serpentine Gallery de Londres.[22]
- 2015: participación en 12.ª Bienal de Sharjah, Emiratos Árabes Unidos.[23]
- 2015: Cápsula 03: Lynette Yiadom-Boakye, en el Hause der Kunst de Múnich[18]
- 2015: Verses After Dark, en la Serpentine Gallery de Londres[18]
- 2016: A Passion to a Principle (exposición individual) en Kunsthalle Basel.[24]
- 2016: Sorrow for a Cipher (exposición individual) en Corvi-Mora.[25]
- 2016: In Lieu of a Louder Love, Galería Jack Shainman de Nueva York, presentó 26 pinturas con el nombre de uno de los poemas de la artista.
- 2016: Stranger, Museo de Arte Contemporáneo de Cleveland.[18]
- 2017: Under-Song for a Cipher (exposición individual) en el Nuevo Museo de Arte Contemporáneo.[26] La muestra se inauguró en mayo de 2017 y se prolongó hasta el 3 de septiembre de 2017.[27] El programa fue perfilado por Zadie Smith para The New Yorker en su edición de junio de 2017.[28]
- 2017: Conversaciones inconclusas: obra nueva de la colección. Exposición colectiva en el Museo de Arte Moderno de Nueva York.[18]
- 2019: In Lieu of a Louder Love (exposición individual), Jack Shainman Gallery. [29]
- 2019: Ghana Freedom, sección Artiglierie del Arsenale de Venecia, 58.ª Bienal de Venecia.[30]
- 2019: Serie Hilton Als: Lynette Yiadom-Boakye en el Centro de Arte Británico de Yale del 12 de septiembre de 2019 al 15 de diciembre de 2019.[31][32]
- 2020: Lynette Yiadom-Boakye: Fly in League whit the Night, en Tate Britain.[33]

## En colecciones
- Colección Tate, Londres.[34]
- Museo de Victoria y Alberto.[35]
- Pérez Art Museum Miami.[36]
- Studio Museum en Harlem.
- Museo de Arte Contemporáneo de Chicago.
- Museo de Arte Nasher.
- Museo de Arte Moderno de Nueva York.[37]
- Museo de Arte Moderno de San Francisco.[38]
- Museo Nacional de Arte Africano.
- Museo de Arte Moderno de Varsovia.
- Museo de Arte de Seattle.[39]
- Galería Serpentine Sackler.[40]

## Premios
- 2006: Beca de Pintura The Arts Foundation
- 2012: Premio a la Generación Futura de la Fundación Pinchuk
- 2013: preseleccionada para el premio Turner por su exposición en la galería Chisenhale[41]
- 2018: Premio Carnegie otorgado en Carnegie International en Pittsburgh, uno de los premios más antiguos y prestigiosos del arte, el Premio Carnegie honra las mejores pinturas del año[10]

## Mercado del arte
En una subasta de 2019 en Phillips en Londres, Leave A Brick Under The Maple (2015), de Yiadom-Boakye, un retrato a tamaño real de un hombre de pie, se vendió en torno a un millón de dólares.

## Sujeto en la obra de otros artistas
Pintado en 2017, el retrato de Kehinde Wiley Lynette Yiadom-Boakye, Jacob Morland de Capplethwaite se expone en el Centro de Arte Británico de Yale en New Haven, CT.
Un retrato de Yiadom-Boakye del fotógrafo Sal Idriss se conserva en la colección de la National Portrait Gallery de Londres.